# François Charles Octave Martenot de Cordoue
François Charles Octave Martenot de Cordoue (Mézières, 10 luglio 1813 – Colmar, 25 luglio 1868) è stato un generale francese.

## Biografia

### I primi anni e l'inizio della carriera militare
François Charles Octave Martenot de Cordue era il figlio primogenito del colonnello e barone François Martenot de Cordoux e di sua moglie, Appoline Chadelas de Vaubuin. I suoi tre fratelli minori furono tutti militari: Charles Edmond raggiunse il grado di generale, Eugène fu medico militare e Louis Albert.
Deciso a intraprendere come il padre la carriera militare, entrò nella scuola di La Flèche all'età di nove anni e poi a 18 anni entrò nella scuola militare speciale di Saint-Cyr, il 1° dicembre 1830. Nel 1832 ne uscì col grado di sottotenente, venendo poco dopo assegnato al 58° reggimento di fanteria di linea. Nell'autunno di quello stesso anno fu col suo reggimento in Belgio, dove prese parte all'assedio di Anversa dal 17 novembre al 1° gennaio 1833 ottenendo il battesimo del fuoco in condizioni disperate: coi suoi uomini venne infatti incaricato di scavare delle trincee sotto il fuoco nemico.
Nel 1834 passò al 3° reggimento di fanteria leggera e nel 1838 fu nominato tenente. Destinato in Algeria dal 1839 al 1847, stazionò nella provincia di Algeri e prese parte a diverse operazioni tra le quali la ricognizione di Teniet-ben-Aicha all'Isser e la battaglia di Isly che gli valsero dapprima i gradi di capitano (1842) e poi la legion d'onore (1847).
Arruolatosi nell'Armata delle Alpi nel 1849, il 17 ottobre 1851 fu nominato comandante di battaglione del 23° reggimento di fanteria leggera.

### Il secondo impero francese
Con l'ascesa di Napoleone III al trono francese, continuò la propria carriera militare venendo destinato alla guerra di Crimea dal 1854 al 1855. Prese parte alla battaglia di Inkerman dell'8 novembre 1854 ed il 28 dicembre di quello stesso anno gli venne concessa la promozione ad ufficiale della Legion d'onore. Nel corso dell'assedio di Sebastopoli, fu impegnato nei combattimenti notturni del 22 gennaio e poi nuovamente in quelli dell'11 e del 13 aprile. Ricevette i gradi da tenente colonnello il 14 marzo 1855. Durante l'assalto del 15 aprile (episodio noto anche come "notte degli imbuti"), il tenente colonnello Martenot de Cordoue guidò l'ala sinistra dell'attacco contro una batteria d'artiglieria russa. Nel corso dell'assalto nella notte tra il 1° e il 2 maggio 1855, dopo l'uccisione del colonnello Vienot al suo fianco, prese il comando del 1° reggimento di fanteria straniera e guidò personalmente l'assalto che vide la morte di 14 dei 18 ufficiali al suo seguito. Per questa brillante azione venne menzionato ai suoi superiori. Il 22 e il 23 maggio guidò le compagnie d'élite alla conquista di nuove trincee russe e, dopo la caduta di Sebastopoli, venne nuovamente citato nel rapporto del generale Pélissier sulla battaglia di Malakoff. Promosso colonnello con decreto imperiale del 22 settembre 1855, gli venne affidato il comando del 1° reggimento di fanteria straniera e nel 1856 ottenne la croce di cavaliere dell'Ordine del Bagno per mano della regina Vittoria del Regno Unito.
Tornato in Francia, assunse il comando del 97° reggimento di fanteria di linea nell'aprile del 1856. Nel 1858 sposò Gabrielle de Faultrier dalla quale ebbe tre figli. Nella campagna d'Italia del 1859, combatté nella battaglia di Magenta ed in quelle di San Martino e Solferino, ottenendo il 7 agosto di quello stesso anno la croce di commendatore della Legion d'Onore e quella da cavaliere dei Santi Maurizio e Lazzaro.
Dopo un periodo di pausa forzata per riprendersi dalle ferite subite (durante il quale si dedicò ad opere caritatevoli come la costituzione di doti per i figli dei soldati rimasti orfani nella recente guerra), nel dicembre del 1861 entrò a far parte dell'a 2^ brigata dell'armata di Parigi comandata dal generale Vinoy. Il 12 agosto 1864 venne promosso generale di brigata a Châlons e nel mese di settembre venne nominato comandante della divisione dei Vosgi della 5^ divisione militare. Fu con questo incarico che il 19 luglio 1865 ebbe l'onore di accogliere militarmente l'imperatore Napoleone III quando si portò in visita alle terme di Plombières, avendo la possibilità di cenare al fianco del sovrano assieme al prefetto locale. Rimase in questa posizione di comando sino all'aprile del 1867, quando assunse il comando della 2^ brigata della divisione di fanteria di stanza nell'Alto Reno, dove morì in servizio a causa di un colpo apoplettico.
Venne sepolto nel cimitero di Ladhof a Colmar. La sua tomba è stata restaurata nel 2013.